# Beriáin
Beriáin (em castelhano) ou Beriain (em basco) é um município da Espanha na província e comunidade foral (autónoma) de Navarra. Tem 5,43 km² de área e em 2021 tinha 4 132 habitantes (densidade: 761 hab./km²).